# Tour d'Italie 1947

La 30e édition du Tour d'Italie s'est élancée de Milan, le 24 mai 1947 et est arrivée à Milan le 15 juin. Ce Giro a été remporté par l'Italien Fausto Coppi.

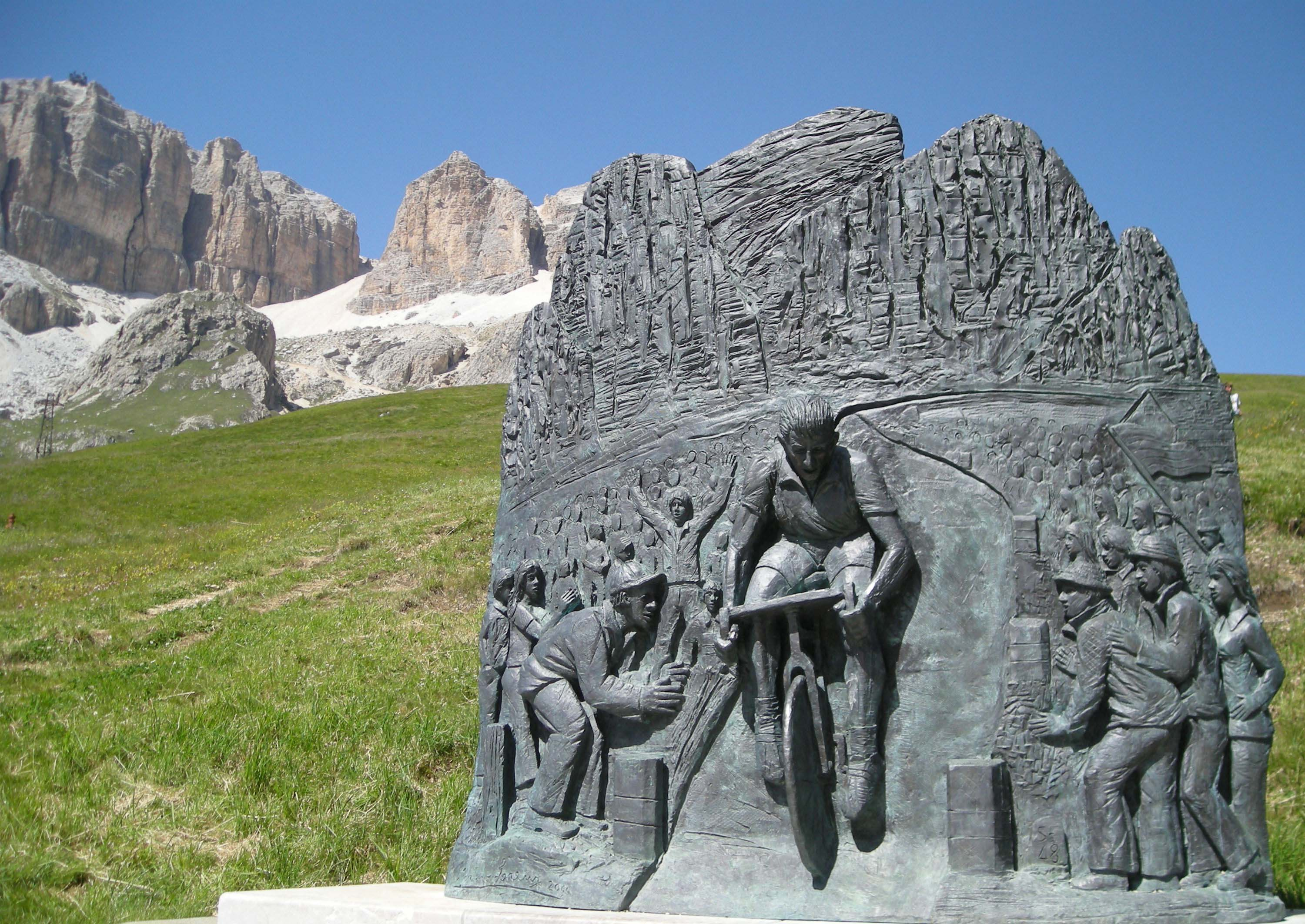
Monument en hommage au champion cycliste Fausto Coppi au Passo Pordoi dans les Dolomites.

## Résumé de la course
Après le départ de Milan, donné par le mythique Luigi Ganna, la compétition se lança avec le duel attendu entre Fausto Coppi et Gino Bartali, ce dernier occupant la tête du général de Prato à Pieve di Cadore. Entre Pieve di Cadore et Trente, avec les ascensions de Falzarego, Pordoi et Costalunga, Coppi offrit une de ses grands démonstrations, éparpillant la concurrence pour s’emparer du maillot rose et triompher à Milan devant Bartali et Giulio Bresci.

## Équipes participantes
| N.    | Code | Équipe  |
| ----- | ---- | ------- |
| 1-7   | LEG  | Legnano |
| 8-14  | BIA  | Bianchi |
| 15-21 | BEN  | Benotto |
| 22-28 | OLM  | Olmo    |
| 29-35 | WEL  | Welter  |
| 36-42 | LYG  | Lygie   |

| N.    | Code | Équipe       |
| ----- | ---- | ------------ |
| 43-49 | WIL  | Wilier       |
| 50-56 | VIS  | Viscontea    |
| 57-63 | ARB  | Arbos        |
| 64-70 | COZ  | Cozzi Silger |
| 71-77 | MON  | Monterosa    |
| 78-84 | WAL  | Wally        |

## Classement général
| Classement général final |                   |
| --- | ----------------- |
| \| 1. Fausto Coppi \| 115 h 55 min 07 s \| \| 2. Gino Bartali \| à 1 min 43 s \| \| 3. Giulio Bresci \| à 5 min 54 s \| \| 4. Ezio Cecchi \| à 15 min 01 s \| \| 5. Sylvère Maes \| à 15 min 06 s \| \| 6. Alfredo Martini \| à 19 min 00 s \| \| 7. Mario Vicini \| à 30 min 46 s \| \| 8. Salvatore Crippa \| à 31 min 05 s \| \| 9. Fiorenzo Magni \| à 34 min 07 s \| \| 10. Angelo Menon \| à 35 min 49 s \| \| 84 partants, 50 arrivés \| \| |                   |
| 1. Fausto Coppi | 115 h 55 min 07 s |
| 2. Gino Bartali | à 1 min 43 s      |
| 3. Giulio Bresci | à 5 min 54 s      |
| 4. Ezio Cecchi | à 15 min 01 s     |
| 5. Sylvère Maes | à 15 min 06 s     |
| 6. Alfredo Martini | à 19 min 00 s     |
| 7. Mario Vicini | à 30 min 46 s     |
| 8. Salvatore Crippa | à 31 min 05 s     |
| 9. Fiorenzo Magni | à 34 min 07 s     |
| 10. Angelo Menon | à 35 min 49 s     |
| 84 partants, 50 arrivés |                   |

## Étapes
| Étape     | Date     | Villes étapes                     | km  | Vainqueur d'étape  | Leader du classement général |
| 1re étape | 24 mai   | Milan - Turin                     | 190 | Renzo Zanazzi      | Renzo Zanazzi                |
| 2e étape  | 25 mai   | Turin - Gênes                     | 206 | Gino Bartali       | Renzo Zanazzi                |
| 3e étape  | 26 mai   | Gênes - Reggio d'Émilie           | 220 | Luciano Maggini    | Renzo Zanazzi                |
| 4e étape  | 27 mai   | Reggio d'Émilie - Prato           | 190 | Fausto Coppi       | Gino Bartali                 |
| 5ea étape | 28 mai   | Prato - Bagni di Casciana         | 84  | Luciano Maggini    | Gino Bartali                 |
| 5eb étape | 28 mai   | Bagni di Casciana - Florence      | 141 | Renzo Zanazzi      | Gino Bartali                 |
| 6e étape  | 30 mai   | Florence - Pérouse                | 161 | Giordano Cottur    | Gino Bartali                 |
| 7e étape  | 31 mai   | Pérouse - Rome                    | 240 | Oreste Conte       | Gino Bartali                 |
| 8e étape  | 1er juin | Rome - Naples                     | 231 | Fausto Coppi       | Gino Bartali                 |
| 9e étape  | 3 juin   | Naples - Bari                     | 288 | Elio Bertocchi     | Gino Bartali                 |
| 10e étape | 4 juin   | Bari - Foggia                     | 129 | Mario Ricci        | Gino Bartali                 |
| 11e étape | 5 juin   | Foggia - Pescara                  | 223 | Oreste Conte       | Gino Bartali                 |
| 12e étape | 7 juin   | Pescara- Cesenatico               | 267 | Giovanni Corrieri  | Gino Bartali                 |
| 13e étape | 8 juin   | Cesenatico - Padoue               | 175 | Antonio Bevilacqua | Gino Bartali                 |
| 14e étape | 9 juin   | Padoue - Vittorio Veneto          | 132 | Adolfo Leoni       | Gino Bartali                 |
| 15e étape | 10 juin  | Vittorio Veneto - Pieve di Cadore | 200 | Gino Bartali       | Gino Bartali                 |
| 16e étape | 12 juin  | Pieve di Cadore - Trente          | 194 | Fausto Coppi       | Fausto Coppi                 |
| 17e étape | 13 juin  | Trente - Brescia                  | 114 | Adolfo Leoni       | Fausto Coppi                 |
| 18e étape | 14 juin  | Brescia - Lugano                  | 180 | Giulio Bresci      | Fausto Coppi                 |
| 19e étape | 15 juin  | Lugano - Milan                    | 278 | Adolfo Leoni       | Fausto Coppi                 |

## Classements annexes
| Classement de la montagne | Gino Bartali  | ... points |
| Deuxième                  | Fausto Coppi  | ... points |
| Troisième                 | Giulio Bresci | ... points |
| Classement par équipes    | Welter        |            |

## Liste des coureurs
| Legnano | Bianchi | Benotto |
| - 1 Gino Bartali (Ita) 2e - 2 Mario Ricci (Ita) ab - 3 Renzo Zanazzi (Ita) 15e - 4 Bruno Pasquini (Ita) 14e - 5 Leopoldo Ricci (Ita) ab - 6 Valeriano Zanazzi (Ita) 46e - 7 Riccardo Sarti (Ita) 49e                         | - 8 Fausto Coppi (Ita) 1e - 9 Adolfo Leoni (Ita) 21e - 10 Luigi Casola (Ita) 34e - 11 Mario Vicini (Ita) 7e - 12 Serse Coppi (Ita) ab - 13 Augusto Introzzi (Ita) 42e - 14 Glauco Servadei (Ita) 23e                       | - 15 Vito Ortelli (Ita) 12e - 16 Aldo Ronconi (Ita) ab - 17 Oreste Conte (Ita) ab - 18 Sergio Maggini (Ita) ab - 19 Luciano Maggini (Ita) np.12° - 20 Serafino Biagioni (Ita) 18e - 21 Giuseppe Ausenda (Ita) 39e                 |
| Olmo | Welter | Lygie |
| - 22 Sylvere Maes (Bel) 5e - 23 Lucien Vlaeminck (Bel) ab - 24 Roger Desmet (Bel) ab.8° - 25 Bortolo Bof (Ita) ab - 26 Emilio Croci-Torti (Sui) ab - 27 Quirino Toccaceli (Ita) 32e - 28 Aldo Baito (Ita) np.12°             | - 29 Giulio Bresci (Ita) 3e - 30 Alfredo Martini (Ita) 6e - 31 Ezio Cecchi (Ita) 4e - 32 Secondo Barisone (Ita) 47e - 33 Vittorio Magni (Ita) 16e - 34 Enzo Bellini (Ita) 41e - 35 Luigi Malabrocca (Ita) 50e              | - 36 Michele Motta (Ita) ab - 37 Antonio Bevilacqua (Ita) ab - 38 Salvatore Crippa (Ita) 8e - 39 Domenico De Zan (Ita) ab - 40 Vittorio Seghezzi (Ita) 35e - 41 Armando Peverelli (Ita) 28e - 42 Angelo Menon (Ita) 10e           |
| Willier Triestina | Viscontea | Arbos Talbot |
| - 43 Giordano Cottur (Ita) np.15° - 44 Egidio Feruglio (Ita) 27e - 45 Gildo Monari (Ita) ab - 46 Giannino Piccolroaz (Ita) 30e - 47 Guido De Santi (Ita) 37e - 48 Vincenzo Rossello (Ita) ab - 49 Vittorio Rossello (Ita) ab | - 50 Mario Fazio (Ita) 31e - 51 Fiorenzo Magni (Ita) 9e - 52 Giovanni Corrieri (Ita) 11e - 53 Elio Bertocchi (Ita) 20e - 54 Giovanni De Stefanis (Ita) 13e - 55 Giovanni Ronco (Ita) 36e - 56 Giuseppe Petrocchi (Ita) 22e | - 57 Angelo Brignole (Ita) 25e - 58 Giovanni Brotto (Ita) 44e - 59 Severino Canavesi (Ita) 19e - 60 Walter Generati (Ita) 33e - 61 Attilio Lambertini (Ita) 40e - 62 Medoro Zanacchi (Ita) 29e - 63 Gelsomino Locatelli (Ita) 38e |
| Cozzi Silger | Monterosa | Wally |
| - 64 Primo Volpi (Ita) ab - 65 Gino Fondi (Ita) ab - 66 Enzo Coppini (Ita) ab - 67 Sergio Pagliazzi (Ita) ab - 68 Aimone Landi (Ita) ab - 69 Alberto Roggi (Ita) ab - 70 Mauro Monti (Ita) ab                                | - 71 Antonio Covolo (Ita) ab - 72 Enea Antolini (Ita) ab - 73 Spirito Godio (Ita) ab - 74 Loris Zanotti (Ita) ab - 75 Angelo Mazzola (Ita) ab - 76 Giuseppe Barella (Ita) ab - 77 Ernesto Ciardossino (Ita) ab             | - 78 Guido Lelli (Ita) 17e - 79 Egidio Marangoni (Ita) 24e - 80 Ubaldo Pugnaloni (Ita) 45e - 81 Amerigo Agati (Ita) 43e - 82 Ilio Simoni (Ita) 48e - 83 Athos Guizzardi (Ita) ab - 84 Settimio Simonini (Ita) 26e                 |

## Sources
- (nl) Cet article est partiellement ou en totalité issu de l’article de Wikipédia en néerlandais intitulé « Ronde van Italië 1947 » (voir la liste des auteurs).